# Рудаков, Константин Иванович
Константи́н Ива́нович Рудако́в (14 [26] марта 1891, Санкт-Петербург — 25 ноября 1949, Ленинград) — русский советский график, последователь «мирискусников», весомая фигура среди ленинградских художников сталинской эпохи, педагог.

## Биография

Женский портрет. 1938

Родился 26 марта 1891 года в Санкт-Петербурге в семье художника-декоратора Мариинского театра. Занимался в частных студиях у Павла Чистякова и Василия Савинского, в «Новой художественной мастерской» у Мстислава Добужинского, Евгения Лансере и Бориса Кустодиева. В 1918—1922 годах учился в Академии художеств в Петрограде (ПГСХУМ—ВХУТЕИН) на архитектурном и живописном факультетах. Окончил институт по мастерской Дмитрия Кардовского с присвоением звания художника живописи.
С 1918 года участвовал в выставках, был членом «Мира искусства», «Общины художников», АХРР, членом-учредителем «Общества живописцев» (1928–1930). С 1932 года — член Ленинградского Союза художников. В 1920-х годах много работал в области сатирической графики для журналов «Чиж», «Ёж», «Бегемот», «Смехач», «Крокодил». Позднее занимался станковой графикой, создав в 1930-х годах серии «Нэпманы», «Запад», «Обнаженные натурщицы». Известность и признание получил как иллюстратор произведений русской и европейской классики: «Евгения Онегина» А. Пушкина (1934), «Наны» Э. Золя (1935–1937), «Милого друга» Г. де Мопассана (1935–1937), «Щелкунчика» А. Гофмана (1937), «Анны Карениной» (1942–1945) и «Войны и мира» (1941–1948) Л. Толстого, «Ревизора» Н. Гоголя (1948), «Манон Леско» А. Прево (1948) и других.
С 1929 года и до конца жизни преподавал в ЛИЖСА, а также на графическом отделении Ленинградского института инженеров коммунального строительства. В 1938—1940 годах работал в Экспериментальной литографской мастерской ЛОСХ. В 1940-х годах создал эскизы костюмов к постановкам «Горе от ума» А. Грибоедова для Ленинградского академического театра драмы им. А. С. Пушкина, «Свадьба» А. Чехова (1942) и «Много шума из ничего» У. Шекспира (1943, не осуществлена) для Ленинградского театра эстрады. В годы Великой Отечественной войны и блокады создал серию портретов женщин-бойцов ПВО, работал над театральными декорациями, исполнял живописные панно для городских площадей и улиц, сотрудничал в журнале «Костёр».
В 1944 году принял участие в выставке пяти работавших в блокаду художников в Русском музее (помимо Рудакова, в ней участвовали Владимир Конашевич, Вячеслав Пакулин, Алексей Пахомов и Александр Стрекавин). Позднее, в феврале 1945 года они экспонировались в Москве.
Скончался 25 ноября 1949 года в Ленинграде; похоронен на Литераторских мостках.

## Музейные коллекции
Произведения художника находятся во многих музейных собраниях за рубежом и в России, как и в частных коллекциях.
- Государственный Русский музей
- Государственная Третьяковская галерея
- Государственный музей Л. Н. Толстого